# توپک مقعدی

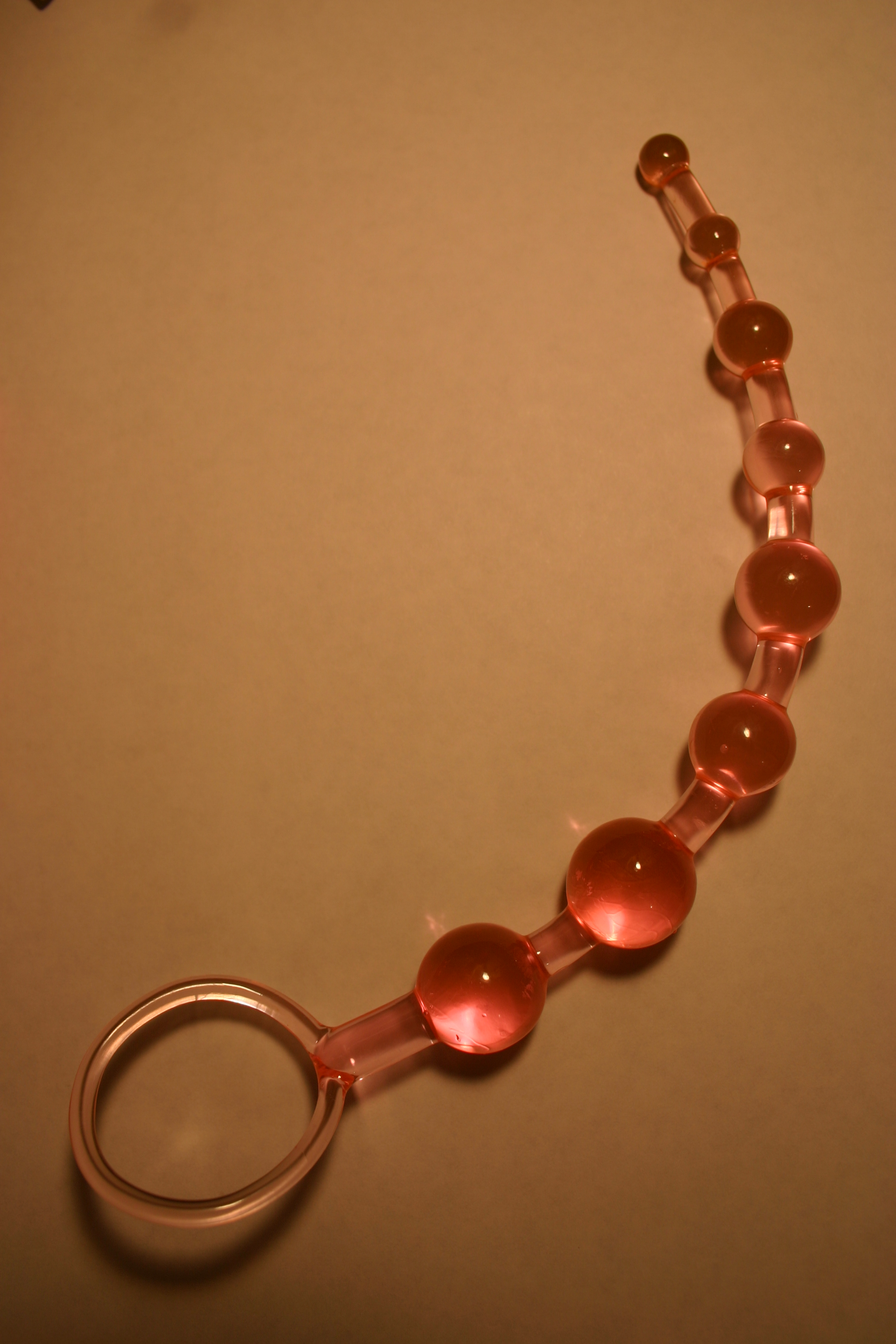
نمونه‌ای از گوی‌های مقعدی

توپک مقعدی (به انگلیسی: Anal Beads) که ممکن است به نام‌هایی همچون گوی مقعدی نیز خوانده شود نوعی اسباب‌بازی جنسی است که از اتصال چند توپک به یکدیگر یا تنها یک توپک ساخته شده‌است. این وسیله برای افزایش لذت جنسی به درون مقعد فرستاده می‌شود. فردی که از این وسیله استفاده می‌کند، به دلیل عبور توپک‌ها از اسفنکتر مقعد احساس لذت می‌کند.

## طراحی
توپک‌های مقعدی در اندازه‌های متفاوتی ساخته می‌شوند. اندازه قطر هر توپک می‌تواند حتی تا ۱۲/۵ سانتیمتر یا بیشتر نیز برسد. بیشتر بهره‌گیران از توپک‌های ۴/۵ سانتیمتری لذت می‌برند اما اغلب برای افزایش هیجان و فشار سعی خواهند کرد بهره‌گیری از توپک‌های بزرگتری را نیز تجربه کنند. این توپک‌ها اغلب از سیلیکون، پلاستیک، کائوچو، لاتکس، شیشه یا فلز ساخته می‌شوند. در قسمت انتهایی بعضی از توپک‌های مقعدی حلقه‌ای برای وارد کردن و خارج کردن آسانتر وسیله به مقعد وجود دارد. در بعضی دیگر نمونه‌ها توپک‌ها قابلیت لرزش دارند که باعث افزایش فشار و لذت می‌شود.

## طرز استفاده
گوی‌های مقعدی می‌توانند هم برای زنان و هم برای مردان در هر گرایش جنسی مورد استفاده قرار گیرند. همانند همه فعالیت‌های جنسی مقعدی٫برای استفاده از گوی‌های مقعدی نیز باید مقعد و گوی‌ها را با روان‌کننده‌های جنسی چرب کرد. در غیر این صورت، استفاده از گوی‌های مقعدی باعث جراحت و زخمی‌شدن مقعد می‌گردد. پس از استفاده از اسباب‌بازی‌های جنسی مقعدی، باید آن‌ها را با آب گرم و صابون شست و اجازه داد تا به طور طبیعی خشک شوند. توصیه می‌شود در صورت استفاده مشترک از گوی‌های مقعدی، هنگام استفاده آن‌ها را در کاندوم قرار داد. همچنین برای ضدعفونی کردن می‌توان گوی‌های مقعدی را سه دقیقه در آب جوش قرار داد. به دلیل حرکات شدید انتهای روده بزرگ ممکن است میله بین گوی‌ها شکسته شده و گویی داخل راست روده گیر کند. در صورت گیر کردن گوی، نمی‌توان به طور طبیعی آن را خارج نمود و برای درآوردن آن ممکن است به عمل جراحی نیاز باشد. پس بعد از هربار استفاده باید اطمینان حاصل کرد که تعداد گوی‌ها کم نشده باشند.
|  |  |  |